# 奈奎斯特稳定判据

传递函数 的奈奎斯特图

在控制理论和稳定性理论中，奈奎斯特稳定判据（英語：Nyquist stability criterion）是贝尔实验室的瑞典裔美国电气工程师哈里·奈奎斯特于1932年发现，用于确定動態系统稳定性的一种图形方法。由于它只需检查对应开环系统的奈奎斯特图，可以不必准确计算闭环或开环系统的零极点就可以使运用（虽然必须已知右半平面每一种类型的奇点的数目）。因此，他可以用在由无理函数定义的系统，如时滞系统。与波德圖相比，它可以处理右半平面有奇点的传递函数。此外，还可以很自然地推广到具有多个输入和多个输出的复杂系统，如飞机的控制系统。
奈奎斯特准则广泛应用于电子和控制工程以及其他领域中，用以设计、分析反馈系统。尽管奈奎斯特判据是最一般的稳定性测试之一，它还是限定在线性非時變（LTI）系统中。非线性系统必须使用更为复杂的稳定性判据，例如李雅普诺夫或圓判據。虽然奈奎斯特判据是一种图形方法，但它只能提供为何系统是稳定的或是不稳定的，或如何将一个系统改变得稳定的有限直观感受。而波德圖等方法尽管不太具有普遍性，有时却在设计中更加有用。

## 基础概念
考虑一个线性系统（例如，一个控制器），它的开环传递函数（Open-loop Transfer Function）是 {\displaystyle G(s)\,}，当它与反馈 {\displaystyle H(s)\,}组成闭环系统时，系统的闭环传递函数（Closed-loop Transfer Function）则为 {\displaystyle {\frac {G(s)}{1+G(s)H(s)}}\,}。当考察这个系统的稳定性时，一般可以考察其特征方程 {\displaystyle 1+G(s)H(s)=0\,} 并求解这个方程的根，例如劳斯表就是基於这种方法，其缺点是比较繁琐。事实上，只通过考察这个系统的开环传递函数（OLTF）{\displaystyle G(s)H(s)\,}，并应用波特图或奈奎斯特图就可以得出结论。
任何拉普拉斯域中的传递函数 {\displaystyle {\mathcal {T}}(s)} 都可表示为两个多项式的比值：{\displaystyle {\mathcal {T}}(s)={\frac {N(s)}{D(s)}}.}
{\displaystyle {\mathcal {T}}(s)} 的零点是方程{\displaystyle N(s)=0}的根，{\displaystyle {\mathcal {T}}(s)}的极点是“特征方程”{\displaystyle D(s)=0}的根。
{\displaystyle {\mathcal {T}}(s)}的稳定性由它的极点来决定：只有当系统的每一个极点的实数部分都为负值，即极点都在左半平面时，系统才是稳定的。而对於一个具有单位负反馈的闭环系统，若其开环传递函数由{\displaystyle {\mathcal {F}}(s)={\frac {A(s)}{B(s)}}}给出，则闭环系统的稳定性由特征方程{\displaystyle 1+{\mathcal {F}}(s)=0}来决定，即等同於求解方程{\displaystyle A(s)+B(s)=0}的根。

## 柯西辐角原理
根据复分析理论特别是其中的辐角原理，可以知道对于复平面 {\displaystyle s} 上的一条围道 {\displaystyle \Gamma _{s}}，如果函数 {\displaystyle F(s)\,} 在围道上没有极点或零点，则围道可通过函数 {\displaystyle F(s)\,} 映射到另一平面（{\displaystyle F(s)\,} 平面）。映射后的围道 {\displaystyle \Gamma _{F(s)}} 将卷绕 {\displaystyle F(s)} 平面的原点 {\displaystyle N} 次，而 {\displaystyle N=Z-P}。这里 {\displaystyle Z} 和 {\displaystyle P} 分别是函数 {\displaystyle F(s)} 在围道 {\displaystyle \Gamma _{s}} 内的零点数和极点数。注意这里在数 {\displaystyle F(s)} 平面内的卷绕数时是和围道 {\displaystyle \Gamma _{s}} 的方向一致的，从而反向的卷绕会被计为负数。
奈奎斯特於1932年发表最初的论文时没有采用辐角原理，相比之下他所用的方法并不那么简洁优美。这里介绍的方法类似於Leroy MacColl（《伺服系统的基础理论》，1945年）和亨德里克·波特（《网络分析和反馈放大设计》，1945年）所用的方法，他们两人都在贝尔实验室工作过。同时这也是当代大多数有关控制理论的教科书上所介绍的方法。

## 奈奎斯特判据
首先建立一条奈奎斯特围道，这条围道包围了复平面的右半部分：
- 一条沿虚轴{\displaystyle j\omega }的路径，范围从{\displaystyle 0-j\infty }到{\displaystyle 0+j\infty }。
- 一条半径{\displaystyle r\to \infty }的半圆弧，从{\displaystyle 0+j\infty }起始顺时针转到{\displaystyle 0-j\infty }。

奈奎斯特围道通过开环传递函数{\displaystyle F(s)}的映射即为函数{\displaystyle F(s)}的奈奎斯特图。根据辐角原理，逆时针为正的情况下卷绕原点的次数等于函数{\displaystyle F(s)}在右半平面中零点的个数减去右半平面中极点的个数。如果考察围道卷绕（-1, j0）这一点而非原点的次数，则可得知函数{\displaystyle 1+F(s)}在右半平面中零点的数量与右半平面中极点的数量之差。由于方程{\displaystyle 1+F(s)=0}的根就是闭环传递函数的极点，并注意到方程{\displaystyle 1+F(s)=0}和方程{\displaystyle F(s)=0}具有相同的根的数量，可以得到奈奎斯特稳定判据：
对於给定的奈奎斯特围道{\displaystyle \Gamma _{s}}，假设{\displaystyle P}是开环传递函数{\displaystyle F(s)}在围道内部的极点数量，{\displaystyle Z}是特征方程{\displaystyle 1+F(s)=0}在围道内部的根数量——因而{\displaystyle Z}也是对应的闭环传递函数{\displaystyle {\mathcal {T}}(s)={\frac {1}{1+F(s)}}}在围道内部的极点数量，从而奈奎斯特围道在{\displaystyle F(s)}平面内的映射{\displaystyle \Gamma _{F(s)}}，即函数的奈奎斯特图将卷绕(-1 , j0){\displaystyle N}次，其中{\displaystyle Z=P-N}。对於一个稳定系统，要求{\displaystyle Z=0}。也就是说，闭环传递函数在右半平面上的极点数必须为零，为此开环传递函数{\displaystyle F(s)}的奈奎斯特图逆时针卷绕(-1 , j0)这一点的次数必须等于{\displaystyle F(s)}在右半平面上的极点数量。

### 极点位於虚轴上的情形
上面的讨论都假定了开环传递函数{\displaystyle F(s)\,}在虚轴上没有任何极点（即没有任何极点具有形式{\displaystyle 0+j\omega \,}）。这个假定来自於辐角原理中围道不能经过映射函数上任何一个极点的要求。但事实上某些传递函数的极点确实是位於虚轴上的，最常见的例子是积分器（极点在原点上）。
若要分析这类极点在虚轴上的系统，需要对奈奎斯特围道的路径进行修改，使其绕过极点{\displaystyle 0+j\omega \,}。一种方法是在极点{\displaystyle 0+j\omega \,}附近建立一个很小的半圆弧，其半径{\displaystyle r\to 0\,}，起始於{\displaystyle 0+j(\omega -r)}并经逆时针绕到{\displaystyle 0+j(\omega +r)}。这一修改意味着在这一极点处，{\displaystyle F(s)\,}的相矢量在一段无限远为半径的圆弧上转了{\displaystyle -l\pi \,}角度，其中{\displaystyle l\,}是虚轴上这一极点的重数。

## 总结
- 如果开环传递函数{\displaystyle F(s)\,}在原点上有{\displaystyle l\,}重极点，则奈奎斯特图在频率{\displaystyle \omega =0\,}有不连续性。在进一步分析中，应当假设相矢量在极点附近沿着一个半径无限大的半圆转了{\displaystyle l\,}次。通过附加这一条件，这些位於原点上的极点可以被忽略掉，也就是说，如果系统中没有其他不稳定的极点，开环传递函数{\displaystyle F(s)\,}应被认为是稳定的。
- 如果开环传递函数{\displaystyle F(s)\,}在右半平面内没有极点，则它是稳定的，而若其对应的闭环传递函数对（-1+j0）点没有卷绕，则闭环传递函数也是稳定的，否则会是不稳定的。
- 如果闭环传递函数对（-1+j0）点有顺时针卷绕，则它是不稳定的；如果对（-1+j0）点有逆时针卷绕，且逆时针卷绕数等于开环传递函数在右半平面内的极点数，则闭环系统是稳定的，否则会是不稳定的。